# Yo no sé que me pasó
"Yo no sé que me pasó" es una canción escrita, producida e interpretada por el cantautor mexicano Juan Gabriel. Fue lanzado en 1986 como el primer sencillo de su álbum de estudio Pensamientos. Esta canción trata sobre el fin de una relación amorosa, el desamor. Alcanzó el puesto número uno en la lista Billboard Hot Latin Tracks el 13 de septiembre de 1986, siendo la segunda canción en hacerlo, reemplazando a "La Guirnalda", otra canción escrita por Gabriel; sin embargo, en la versión impresa de la misma lista, la canción es reconocida como la primera canción en encabezar la lista. "Yo No Sé Qué Me Pasó" ha sido versionada por Rocío Dúrcal, Pedro Fernández y Julio Preciado.

## Rendimiento del gráfico
| Lista (1986)                  | Mejor posición |
| ----------------------------- | -------------- |
| US Billboard Hot Latin Tracks | 1              |